# ألكسندر كول (كرة سلة)
ألكسندر كول (بالألمانية: Alexander Kühl) مواليد 7 يناير 1973 في رندسبورغ، هو لاعب كرة سلة ألماني معتزل. بدأ مسيرته الاحترافية في سنة 1997. يبلغ طوله 7 قدم 2 بوصة (2.2 م). اعتزل اللعب في 2003.

## المسيرة الاحترافية
لعب مع باير 04 ليفركوزن في موسم 1997–1998، ثم لعب مع نادي أريس لكرة السلة في موسم 1998–1999، ثم لعب مع بالاكانسترو كانتو في الدوري الإيطالي في موسم 2000–2001، ثم لعب مع إس إس فليتشي سكاندون في موسم 2002–2003، ثم لعب مع ليموج سي إس بي في الدوري الفرنسي في سنة 2003.

## روابط خارجية
- ألكسندر كول على موقع الاتحاد الدولي لكرة السلة (الإنجليزية)
- ألكسندر كول على موقع كرة السلة الأوروبية.كوم (الإنجليزية)
- ألكسندر كول على موقع كلية كرة السلة في سبورتس رفرنس.كوم (الإنجليزية)
- ألكسندر كول على موقع ريلجم (الإنجليزية)
- ألكسندر كول على موقع بروبوليرز (الإنجليزية)
- ألكسندر كول على موقع سبورتس رفرنس (الإنجليزية)